# Koduru, Krishna
Koduru là một trong 50 mandal thuộc huyện Krishna, bang Andhra Pradesh.